# S-400
S-400 Triumf (Russisk: C-400 «Триумф»; NATO klassifikation: SA-21 Growler) er et moderne avanceret russisk luftværnsmissilsystem.
Det er udviklet af den russiske våbenproducent GSKB Almaz-Antej og blev sat i aktiv tjeneste i Ruslands militær den 28. april 2007.
S-400-systemer beskytter permanent russiske storbyer som Moskva og Skt. Petersborg, men alle enheder er mobile og S-400-systemer blev således opsat midlertidigt i Sotji ved Vinter-OL 2014. Rusland har pt. mindst 14 komplette S-400-systemer aktive og mere end 112 operative S-400-enheder fordelt over hele Rusland.

## Struktur
Et enkelt S-400-system består af flere enheder. Nogle enheder, bl.a. missil- og radarenhederne kan operere autonomt (uafhængigt af hinanden for systemet). Det er en stor fordel, da et system således kan operere mod flere forskellige mål på samme tid. Desuden er det en fordel, hvis en missilenhed fx ødelægges af fjenden, så kan det øvrige system og de øvrige missilenheder stadig fortsætte deres funktioner.
Alle S-400-enheder er mobile køretøjs- og trailerenheder.

### Enheder
- 30K6E - Administrationssystem
  - 55K6E - Kommandocentral og kontrolcentral.
- 92N6E - Jammingsbeskyttet panoramisk radar og detektionssystem med en rækkevidde på 600 km monteret på et MZKT-7930 køretøj.
- 6 x 98ZH6E - Jord til luft-missilsystemer, der alle kan operere autonomt for systemet (uafhængigt af hinanden).
  - 92N6E - Multifunktionel PESA-radar med en rækkevidde på 400 km.
  - 5P85TE2 og/eller 5P85SE2 - Affyringsramper på trailer til BAZ-64022 eller BAZ-64022 køretøjer (op til 12 affyringsramper).
  - Ruslands præsident har ved dekret givet det russiske forsvar forhåndstilladelse til affyring af følgende missiler fra S-400-systemer ved en detekteret trussel: 48N6E (250 km), 48N6E2, 48N6E3, 48N6DM, 9M96E (40 km), 9M96E2 (120 km) og 40N6E (600 km).

Langt- og mellemrækkende missiler er til overordnet forsvar mod tidlige fjerne trusler (400-600 km), imens de kortrækkende missiler (0-250 km) bruges til nær- og selvforsvar af S-400-enhederne mod tættere trusler. Et S-400-system kan affyre 12 missiler af gangen, mod flere - både nære og fjerne trusler på samme tid.

### Modifikationer
S-400 systemet har desuden en række modifikationer:
- Protivnik-GE - Avanceret anti-stealth-radarsystem, der gennemskuer stealth-aktivitet på radaren fra stealth fly, så de kan fastlåses som mål.
- Gamma-DE. Orion og Avtobaza-M - Målsætningssensorer der beskytter S-400-enhederne, hvis de selv bliver mål for fjendtlige missiler.

Derudover en række ukendte klassificerede modifikationer.
- Missilenheder på parade i Moskva.
- Missilkanistre til S-400.
- Missilkanister med model af et missil.
- Missil- og radarenhed.

## Statistiske data
| Missil-hastighed                                                         | 4,8 km/s (17280 km/t) |
| Måldetektionsradius                                                      | 600 km.               |
| Rækkevidde for aerodynamiske mål (fx fly, helikoptere, droner, missiler) | 400 km.               |
| Rækkevidde for ballistiske mål                                           | 60 km.                |
| Opstillingstid (fra kørsel til operativ)                                 | 5-10 min.             |
| Reaktionstid (fra detektion til missilaffyring)                          | 3 min.                |
| Levetid                                                                  | 15-20 år.             |

## Eksport
Saudi-Arabien forsøgte i 2009 at forhandle med russerne om at købe S-400, men russerne ville angiveligt kun sælge dem forgængeren S-300, hvorefter forhandlingerne afsluttede. I oktober 2017 blev en kontrakt endeligt underskrevet.
Hviderusland, Vietnam og Kasakhstan har udtalt, at de gerne vil købe S-400, når eksportversionen kommer på markedet i 2015. Hviderusland modtog dem i 2016.
I marts 2014 gav Ruslands præsident Vladimir Putin autorisation til at Kina kan købe S-400. Det første system blev leveret i januar 2018.
| Forhandlinger | Kontrakt       | Eksporteret  |
| ------------- | -------------- | ------------ |
| Qatar         | Tyrkiet (2019) | Hviderusland |
| Iran          | Saudi-Arabien  | Kina         |
| Serbien       | Indien         | Tyrkiet      |
| Kasakhstan    |                |              |
| Armenien      |                |              |
| Egypten       |                |              |
| Algeriet      |                |              |

### Modstand
USA frygter angiveligt udbredelsen af de avancerede S-400-systemer, og er især bange for at tabe markeder. Der har været en diplomatisk krise mellem USA og NATO-medlemmet Tyrkiet om købet, hvor Tyrkiet har insisteret på sin ret til at købe systemet. Også Indien og Saudi-Arabien er blevet forsøgt påvirket. Omvendt har Saudi-Arabien selv forsøgt at påvirke rivalen Qatar til ikke at købe. Rusland har meldt ud, at de sælger til alle, der betaler.

### Licensprojekt
Sydkorea og Rusland arbejder på en simplificeret version af S-400 til Sydkorea, som hedder Cheolmae-2. Det er Samsung, LG og Thales der står for udviklingen i Sydkorea under rådgivning og licens fra russiske Almaz.

## Fremtid
Rusland er allerede i fuld gang med udviklingen af S-500. Derfor vil S-400 formentlig ende med at blive et eksportprodukt for den russiske militærindustri.
Ruslands militær vil løbende få leveret S-400-systemer frem til år 2020, hvor det er planen at leveringen af de nye S-500-systemer skal starte. På sigt skal S-400 og S-500 helt erstatte det aldrende S-300.
Der vides ikke meget om S-500 endnu, men det skulle angiveligt blive et langt mere avanceret system med høj fokus på Stealth-detektion, ballistiske nukleare trusler og trusler fra det ydre rum, såsom meteornedslag.